# Kenneth Grant
Kenneth Grant (ur. 23 maja 1924, zm. 15 stycznia 2011) – angielski poeta i pisarz, a także okultysta, propagator Thelemy – systemu religijno-filozoficznego. Jego żoną była Steffi Grant, wraz z którą założył stowarzyszenie Typhonian Ordo Templi Orientis, w latach późniejszych przekształcone w Typhonian Order.

## Wybrane publikacje
- The Magical Revival, New York, S. Weiser, 1973, ISBN 0-87728-217-X.
- Aleister Crowley and the Hidden God, New York: S. Weiser, 1974, ISBN 0-87728-250-1.
- Nightside of Eden, Skoob Books Pub., 1994, ISBN 1-871438-72-1.
- Hecate’s Fountain, Skoob Books Pub., 1992, ISBN 1-871438-96-9.
- Outer Gateways, Skoob Books Pub., 1994, ISBN 1-871438-12-8.
- Beyond the Mauve Zone, Starfire Publishing Ltd., 1999, ISBN 0-9527824-5-6.
- The Ninth Arch, Starfire Publishing Ltd., 2002, ISBN 0-9543887-0-4.